# Mateja Milovanovic
Mateja Milovanovic (Vlaardingen, Países Bajos, 18 de abril de 2004) es un futbolista serbio que juega como defensa en el Partizán de Belgrado de la Superliga de Serbia.

## Vida personal
Nació en Vlaardingen en 2004. Su padre Viktor Milovanović jugaba entonces en el Sparta de Róterdam. Ha sido capitán de los Países Bajos en las categorías inferiores, pero es elegible para Serbia a través de su familia.

## Trayectoria
Firmó un primer contrato profesional con el Ajax en 2021 que le llevará hasta 2024. Llevaba en las categorías inferiores del Ajax desde 2018, cuando pasó del Sparta de Róterdam. Debutó como profesional en la Eerste Divisie con el Jong Ajax en una derrota por 1-0 contra el Roda JC Kerkrade el 12 de agosto de 2022.

## Estilo de juego
Según La Gazzetta dello Sport tanto la A. S. Roma como la S. S. C. Napoli se sintieron atraídos por él ya que era zurdo, alto y fuerte pero con buena técnica, consideraron que su estilo de juego era comparable al de Matthijs de Ligt.

## Estadísticas

### Clubes
Actualizado al último partido disputado el 22 de septiembre de 2024.
| Club                            | Div.          | Temporada     | Liga  | Liga  | Copas nacionales | Copas nacionales | Copas internacionales | Copas internacionales | Total | Total |
| Club                            | Div.          | Temporada     | Part. | Goles | Part.            | Goles            | Part.                 | Goles                 | Part. | Goles |
| ------------------------------- | ------------- | ------------- | ----- | ----- | ---------------- | ---------------- | --------------------- | --------------------- | ----- | ----- |
| Jong Ajax · Países Bajos        | 2.ª           | 2022-23       | 12    | 0     | —                | —                | —                     | —                     | 12    | 0     |
| Jong Ajax · Países Bajos        | Total club    | Total club    | 12    | 0     | 0                | 0                | 0                     | 0                     | 12    | 0     |
| S. C. Heerenveen · Países Bajos | 1.ª           | 2024-25       | 1     | 0     | 0                | 0                | —                     | —                     | 1     | 0     |
| S. C. Heerenveen · Países Bajos | Total club    | Total club    | 1     | 0     | 0                | 0                | 0                     | 0                     | 1     | 0     |
| Total carrera                   | Total carrera | Total carrera | 13    | 0     | 0                | 0                | 0                     | 0                     | 13    | 0     |